# Georges Vacher de Lapouge
Greve Georges Vacher de Lapouge, född 12 december 1854 i Neuville-de-Poitou, död 20 februari 1936 i Poitiers, fransk antropolog.

## Rasismen
Vacher de Lapouge var verksam under kraniologins glansdagar, och tillhörde vid sidan av Arthur de Gobineau och Houston Stewart Chamberlain samtidens ivrigaste beundrare av den ariska rasen. Han var ursprungligen advokat, men bytte karriär efter studier av Charles Darwin. Vacher de Lapouge var elev till Ernst Haeckel och Alphonse Pyrame de Candolle, och sökte basera sina teorier på vetenskaplig grund, och grundade "antroposociologin". Han publicerade en rad föreläsningar från universitetet i Montpellier under titeln L'Aryen, son rôle social.
Vacher de Lapouge använde "arier" som ett arbetsnamn och accepterade det egentligen inte som en definition av ras. Arier var mera etnografiska än antropologiska. Icke desto mindre prisar han arierna med samma frenesi som Gobineau och underströk deras viktiga betydelse för framtiden. Olikt Gobineau var Vacher de Lapouge mycket antisemitisk. Liksom Gobineau fick han sin tacksammaste publik i Tyskland, men hans vetenskapliga anseende gav honom större tyngd som propagandist för rasismen även på hemmaplan.
Arier motsvarade ungefär Homo Europeaus, alltså Carl von Linnés definition. Det var ett blont och dolikocefalt specimen, överlägset alla andra raser. Vacher de Lapouge var utvecklingspessimist som Gobineau och såg den stora faran i degeneration genom rasblandning. Under samtiden utgjorde den en minoritet i Europa. Enligt Vacher de Lapouge utgjorde två tredjedelar av Europas befolkning en blandning mellan dolikocefala och brakycefala folk. Han var dock inte fatalist. Visserligen befann sig arierna i utdöende men de hade chansen att överleva genom sin styrka och sin överlägsna moral. Han spådde om ett kommande raskrig i ordalag som på ett kusligt sätt visat sig bli en självuppfyllande profetia: "Jag är säker på att under det nästa århundradet kommer folk att slakta varandra i miljontal endast för en eller två graders skillnad i skallindexet... och sentimentalisterna kommer att få bevittna de mest omfattande folkmord."